# Beneficio de división
El Beneficio de división consiste en que si hubiera dos o más fiadores de una misma deuda, esta tendrá que ser dividida entre ellos por partes iguales, aplicándose el régimen de las obligaciones simplemente conjuntas o mancomunadas.
El beneficio de división no funciona de pleno derecho, el fiador interesado debe oponerlo cuando se le reclame más de lo que le corresponde, en este caso constituye una excepción perentoria.

## Requisitos para que proceda el beneficio de división
- Que los fiadores no se hayan obligado solidariamente al pago.
- Que los fiadores lo sean del mismo deudor y de una misma deuda.

La regla general es que la división se produzca por partes iguales, excepto:
- Cuando existe un fiador insolvente; en este caso la cuota de este gravará a las demás.
- Cuando alguno de los fiadores haya limitado su responsabilidad a una cuota o suma determinada.